# The Hurt Locker
The Hurt Locker (bra: Guerra ao Terror; prt: Estado de Guerra) é um filme americano, do gênero drama de guerra, lançado em 2008, dirigido por Kathryn Bigelow e escrito pelo ex-correspondente na Guerra do Iraque Mark Boal.
No lançamento, foi recebido com elogios por suas performances (particularmente de Renner), direção de Bigelow, roteiro de Boal, efeitos sonoros e cinematografia.
Em 2010, o filme foi o grande vencedor da 82ª entrega de prêmios dados pela Academia de Artes e Ciências Cinematográficas. Além do Oscar de Melhor Filme, a produção venceu em outras cinco categorias: Melhor Diretor, Melhor Roteiro Original, Melhor Edição, Melhor Mixagem de Som e Melhor Edição de Som.

## Sinopse
Para um grupo de soldados americanos no Iraque, alguns dias os separam do retorno para casa. Um período relativamente curto, se não fosse por tantas ocorrências que transformassem esse fim de jornada em um verdadeiro terror. As forças armadas precisam de especialistas não só nos campos de combate mas também no dia a dia, na proteção do grupo contra insurgentes que promovem atentados com engenhos explosivos improvisados (Improvised Explosive Device - IEDs - na sigla em inglês), matando tanto civis como combatentes.

## Títulos
Os títulos do filme no Brasil e em Portugal passaram longe do significado da expressão inglesa hurt locker, que é uma situação ou período de grande sofrimento físico e emocional — locker é um armário com fechadura ou cadeado (um espaço reduzido onde alguém pode ficar preso ou ser trancado), e hurt (como adjetivo) é algo que causa dor ou sofrimento. Em português, uma expressão mais ou menos equivalente seria poço de sofrimento.

## Elenco
- Jeremy Renner como Sargento William James, líder do esquadrão Anti-Bombas no Iraque.
- Anthony Mackie como Sargento JT Sanborn, um dos membros do Esquadrão Anti-Bombas.
- Brian Geraghty como Especialista Owen Eldridge, o membro mais jovem do Esquadrão Anti-Bombas.
- Christian Camargo como Tenente-Coronel John Cambridge, o psiquiatra da base americana (Campo Vitória).
- Guy Pearce como Sargento Matt Thompson, primeiro líder do Esquadrão Anti-Bombas
- Ralph Fiennes como Líder de mercenários aliados que encontra o Esquadrão Anti-Bombas num tiroteio.
- David Morse como Coronel Reed, comandante dos soldados americanos que fazem a segurança das instalações das Nações Unidas em Bagdá.
- Evangeline Lilly como Connie James, esposa do sargento James.
- Christopher Sayegh como Beckham, garoto iraquiano

## Produção
Filmado em locação na Jordânia e Vancouver, foram utilizadas câmeras de 16 mm. O filme foi exibido pela primeira vez no 65º Festival de Veneza em 4 de setembro de 2008. No Brasil, o filme foi lançado diretamente em DVD em abril de 2009, porém com as nomeações aos Prêmios Globo de Ouro 2010, a distribuidora no país, Imagem Filmes, decidiu 'relançar' o filme nos cinemas em 5 de fevereiro de 2010.

## Prêmios e indicações

### Oscar

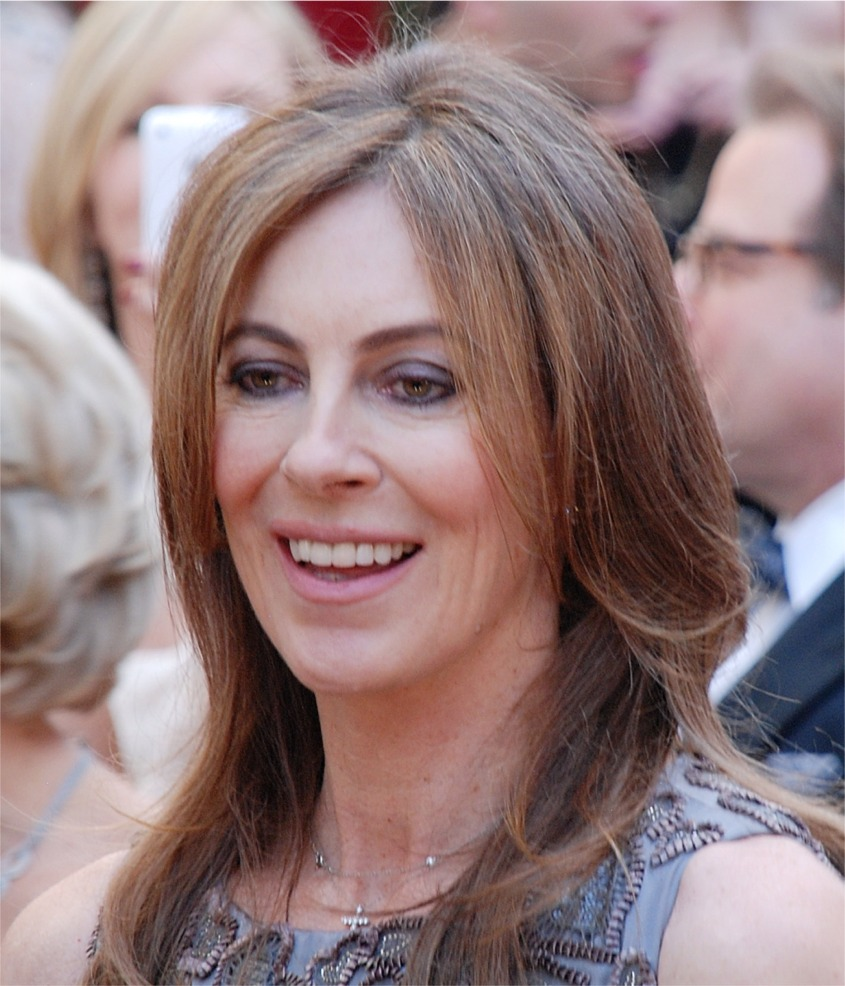
Kathryn Bigelow

| Ano  | Categoria                             | Resultado |
| ---- | ------------------------------------- | --------- |
| 2010 | Melhor Filme                          | Venceu    |
| 2010 | Melhor Diretor (Para Kathryn Bigelow) | Venceu    |
| 2010 | Melhor Ator (Para Jeremy Renner)      | Indicado  |
| 2010 | Melhor Fotografia                     | Indicado  |
| 2010 | Melhor Edição (Montagem)              | Venceu    |
| 2010 | Melhor Trilha Sonora                  | Indicado  |
| 2010 | Melhor Roteiro Original               | Venceu    |
| 2010 | Melhor Som                            | Venceu    |
| 2010 | Melhor Edição de Som                  | Venceu    |

### Globo de Ouro
| Ano  | Categoria                             | Resultado |
| ---- | ------------------------------------- | --------- |
| 2010 | Melhor Filme (Drama)                  | Indicado  |
| 2010 | Melhor Diretor (Para Kathryn Bigelow) | Indicado  |
| 2010 | Melhor Roteiro                        | Indicado  |

### Sag Awards
| Ano  | Categoria                        | Resultado |
| ---- | -------------------------------- | --------- |
| 2010 | Melhor Ator (Para Jeremy Renner) | Indicado  |
| 2010 | Melhores Elenco                  | Indicado  |

### BAFTA
| Ano  | Categoria                             | Resultado |
| ---- | ------------------------------------- | --------- |
| 2010 | Melhor Filme                          | Venceu    |
| 2010 | Melhor Diretor (Para Kathryn Bigelow) | Venceu    |
| 2010 | Melhor Ator (Para Jeremy Renner)      | Indicado  |
| 2010 | Melhor Fotografia                     | Venceu    |
| 2010 | Melhor Edição                         | Venceu    |
| 2010 | Melhor Roteiro Original               | Venceu    |
| 2010 | Melhor Som                            | Venceu    |
| 2010 | Melhores Efeitos Visuais              | Indicado  |